# Smermisia caracasana
Smermisia caracasana är en spindelart som beskrevs av Simon 1894. Smermisia caracasana ingår i släktet Smermisia och familjen täckvävarspindlar.
Artens utbredningsområde är Venezuela. Inga underarter finns listade i Catalogue of Life.